# Seznam osebnosti iz Občine Sodražica
Seznam osebnosti iz Občine Sodražice vsebuje osebnosti, ki so se tu rodile, delovale ali umrle.

## Umetnost
- Gregor Perušek, slikar (1887, Jelovec – 1940, Cleveland)
- Karlo Adamič, orglar in skladatelj (1887, Sodražica – 1945, Split)
- Matt Hoyer, ameriški Slovenec, harmonikar (1891, Sodražica – 1960, Cleveland)
- France Gorše, kipar (1897, Zamostec – 1986, Golnik)
- Drago Košir (st.), kipar (1921, ? – 2010, ?)
- Brane Ivanc, igralec (1937, Sodražica – 1991, Golnik)
- Franc Mihelič, glasbenik, harmonikar in skladatelj (1949, Sodražica – )
- Bruno Urh , arhitekt, sakralna in spominska arhitektura; spomenik domobrancem na pokopališču Sodražica, Pakiževa vila nad Kaprolom, ... (1968,–)

## Religija
- Andrej Luschin Ebengreuth, benediktinec, pravnik in vitez (1807, Ravni Dol – 1879, Dunaj)
- Baltazar Bartol, duhovnik in nabožni pisatelj (1821, Sodražica – 1911, Sodražica)
- Magdalena Gornik, mistikinja, teologinja in stigmatikinja (1835, Janeži – 1896, Petrinci)
- Mihael Arko, duhovnik, publicist in organizator (1857, Zapotok – 1938, Idrija)
- Janez Evangelist Krek, politik, sociolog, pisatelj, teolog, publicist in časnikar (1865, Sveti Gregor – 1917, Šentjanž pri Sevnici)
- Martin Gorše, duhovnik (1892, Zamostec – 1963, Slavina, Postojna)
- Franc Cvar, duhovnik (1911, Sodražica – 1942, Roženberk)
- Stanislav Lenič, škof (1911, Župeča vas – 1991, Ljubljana)
- France Oražem, duhovnik, profesor in ravnatelj (1930, Globel – 2016, ? )
- Dominik Janež, duhovnik (1865, Globel – 1945, Studeno pri Postojni)

## Šolstvo in izobraževanje
- Janez Samsa, šolnik in publicist (1883, Gora nad Sodražico – 1953, Gora nad Sodražico)
- Gvido Fajdiga, profesor agronomije (1911, Sodražica – 2001, Ljubljana)
- Ivanka Škrabec Novak, učiteljica in mučenka (1915, Hrovača – 1942, Zamostec)

## Humanistika in znanost
- Janez Zajec (naravoslovec), naravoslovec in prevajalec (1842, Žimarice – 1872, Gradec)
- Matija Mrače, prevajalec (1866, Zapotok – 1903, Novo mesto)
- Ivan Prijatelj, literarni zgodovinar, prevajalec, teoretik in esejist (1875, Vinice – 1937, Ljubljana)
- Frank Kerže, pisatelj, urednik, prevajalec in publicist (1876, Vinice – 1961, Los Angeles)
- Makso Hrovatin, tiskar in založnik (1883, Sodražica – 1967, Ljubljana)
- Stane Indihar, matematik (1941, Žimarice – 2009, Maribor)

## Vojska in pravo
- Marija Ivančič, aktivistka OF (1890, Petrinci – 1980, Petrinci)
- France Pirc, častnik, vojaški pilot in generalmajor letalstva (1899, Žimarice – 1954, Ljubljana)
- Vinko Levstik, domobranski častnik (1925, Hudi Konec – 2003, Gorica, Italija)
- Ivan Lovrenčič, pravnik in lovski organizator (1878, Zamostec – 1952, Sodražica)

## Drugo
- Martin Krže, trgovec z lesnimi izdelki (1857, Sodražica – 1916, Sodražica)
- Cita Lovrenčič Bole, medicinska sestra, babica in urednica (1917, Sodražica – 1986, ?)